# Deuxième arrondissement électoral du Nord (Hazebrouck) de 1821 à 1830
Le 2e arrondissement électoral du Nord était l'une des 8 circonscriptions législatives françaises que comptait le département du Nord pendant la Seconde Restauration.

## Description géographique et démographique
Le 2e arrondissement électoral du Nord partie intérieure de la Flandre française, située entre la Belgique et le Pas-de-Calais, la circonscription est centrée autour de la ville d'Hazebrouck. 
Elle regroupait les divisions administratives suivantes : Canton de Cassel ; Canton d'Hazebrouck-Nord ; Canton d'Hazebrouck-Sud ; Canton de Steenvoorde ; Canton de Bailleul-Sud-Ouest ; Canton de Bailleul-Nord-Est et le Canton de Merville.

## Historique des députations
| Législature    | Début de mandat  | Fin de mandat    | Député élu                        | Parti politique        | Observations                                  |
| -------------- | ---------------- | ---------------- | --------------------------------- | ---------------------- | --------------------------------------------- |
| 2e législature | 13 novembre 1822 | 24 décembre 1823 | Charles de Béthisy                | Ultra                  |                                               |
| 3e législature | 25 février 1824  | 5 novembre 1827  | Albert Imbert de La Basèque       | Majorité ministérielle |                                               |
| 4e législature | 17 novembre 1827 | 23 mars 1829     | Albert Imbert de La Basèque       | Majorité ministérielle | Il démissionne de son mandat le 23 mars 1829. |
| 4e législature | 14 mai 1829      | 16 mai 1830      | Géraud-Antoine-Hippolyte de Murat | Centre-droit           | annulation de cette élection                  |